# Чорний гондольєр
«Чорний гондольєр» (англ. The Black Gondolier) — містичне оповідання Фріца Лайбера, вперше опубліковане в квітні 1964 року журналом «Over the Edge».

## Сюжет
У Венеції у місцевого музиканта, який проживав біля старої нафтової свердловини, виникає відчуття, що нафта є розумною живою істотою, яка таємно керує людством. Одного дня він безслідно зникає, а до його ліжна веде слід від центрального каналу Венеції.
По якому, зі слів музиканта, плаває занурена в нафту гондола Чорного гондольєра.